# Copiepresse
Copiepresse, créée en 2005, est une société belge qui gère les droits d'auteur de la presse belge francophone et germanophone.
En 2006, sa secrétaire générale est Margaret Boribon.
Copiepresse regroupe de nombreux journaux belges à diffusion importante.